# Tikehau
Tikehau – atol w Polinezji Francuskiej, w archipelagu Tuamotu. Położony ok. 300 km od Tahiti. W najbardziej oddalonych miejscach posiada przekątną 26 km. Głównym zajęciem ludności zamieszkującej wyspę jest rybołówstwo.